# Olga Anatoljewna Sljussarewa
Olga Anatoljewna Sljussarewa (russisch О́льга Анато́льевна Слю́сарева; * 28. April 1969 in Tscherwonyj Donez, Oblast Charkiw) ist eine ehemalige russische Radrennfahrerin. 2004 wurde sie Olympiasiegerin im Punktefahren.

## Sportliche Laufbahn
Olga Sljussarewa war eine Allround-Radsportlerin, die ab 1995 zahlreiche Erfolge auf Bahn und Straße errang. International machte sie erstmals 1995 bei den Bahn-Weltmeisterschaften in Bogotá auf sich aufmerksam, als sie Vize-Weltmeisterin im Sprint wurde. 1998, 1999, 2001 sowie 2005 errang sie den Titel einer Europameisterin im Omnium.
Nachdem Olga Sljussarewa 1998 und 2000 jeweils WM-Dritte im Punktefahren geworden war, gelang es ihr, von 2001 bis 2004 in Folge Weltmeisterin in dieser Disziplin zu werden 2003 und 2005 gelang ihr zudem ein Doppelschlag, indem sie jeweils auch Weltmeisterin im Scratch wurde.
2004 wurde Olga Sljussarewa Olympiasiegerin im Punktefahren und gewann eine Bronzemedaillen im Straßenrennen. 2009 beendete sie ihre Radsportlaufbahn.

## Ehrungen
Olga Sljussarewa wurde mit der Aufnahme in die Hall of Fame des europäischen Radsportverbandes Union Européenne de Cyclisme geehrt.

## Diverses
Nach dem Ende ihrer aktiven Radsportlaufbahn engagierte sich Olga Sljussarewa unter anderem in einem Regionalkomitee für Sport- und Jugendpolitik. Im Oktober 2019 wurde sie zur Bürgermeisterin der Stadt Tula gewählt.

## Erfolge
| 1995 - Weltmeisterschaft – Sprint 1998 - Weltmeisterschaft – Punktefahren - Europameisterin – Omnium 1999 - Europameisterin – Omnium 2000 - Olympische Spiele – Punktefahren - Weltmeisterschaft – Punktefahren 2001 - Weltmeisterin – Punktefahren - Weltmeisterschaft – Einerverfolgung - Europameisterin – Omnium 2002 - Weltmeisterin – Punktefahren - Weltmeisterschaft – Einerverfolgung - Weltmeisterschaft – Scratch 2003 - Europameisterin – Omnium - Weltmeisterin – Punktefahren, Scratch - Weltmeisterschaft – Einerverfolgung 2004 - Olympiasiegerin – Punktefahren - Weltmeisterin – Punktefahren - Weltmeisterschaft – Scratch 2005 - Europameisterin – Omnium - Weltmeisterin – Scratch - Weltmeisterschaft – Punktefahren 2006 - Weltmeisterschaft – Verfolgung, Punktefahren - Weltmeisterschaft – Scratch 2007 - Bahnrad-Weltcup in Sydney – Mannschaftsverfolgung (mit Jewgenija Romanjuta und Anastassija Tschulkowa) | 2001 - zwei Etappen Tour de l’Aude Cycliste Féminin - Russische Meisterin – Straßenrennen 2002 - eine Etappe Giro d’Italia Femminile 2003 - zwei Etappen Tour Dookola Polski 2004 - Olympische Spiele – Straßenrennen - Gran Premio della Liberazione - eine Etappe Giro d’Italia Femminile - Russische Meisterin – Einzelzeitfahren 2006 - Russische Meisterin – Einzelzeitfahren, Straßenrennen - zwei Etappen Giro d’Italia Femminile - Trofeo Riviera della Versilia |

## Teams
- 2000 Acca Due O-Lorena Camichie
- 2001 Carpe Diem-Itera
- 2002 Itera (V)
- 2003 Velodames-Colnago
- 2004 Nobili Rubinetterie-Guerciotti
- 2005 Nobili Rubinetterie-Menikini Cogeas
- 2007 Fenixs-HPB
- 2008 Menikini-Selle Italia-Master Colors